# Plasa Ciocâlteni, județul Orhei
Plasa Ciocâlteni a fost o unitate administrativă din cadrul județul Orhei. Reședință de plasă era satul Ciocâlteni. Plasa a fost organizată în 1929, din contul satelor din fostele plăși Chiperceni și Telenești. Plasa a existat până la reforma teritorial-administrativă a județului din anul 1936.
Plasa Ciocâlteni  avea (la 1930) 60 localități:
| Nr. crt. | Denumire localitate | Tip                                      | Amplasarea actuală |
| -------- | ------------------- | ---------------------------------------- | ------------------ |
| 1        | Bănești             | comună                                   | Raionul Telenești  |
| 2        | Biești              | comună                                   | Raionul Orhei      |
| 3        | Braviceni           | comună                                   | Raionul Orhei      |
| 4        | Brânzenii-Noui      | comună                                   | Raionul Telenești  |
| 5        | Brânzenii-Vechi     | sat în comuna Brînzenii Noi, Telenești   | Raionul Telenești  |
| 6        | Budăi               | comună                                   | Raionul Telenești  |
| 7        | Bușovca             | comună                                   | Raionul Rezina     |
| 8        | Căzănești           | comună                                   | Raionul Telenești  |
| 9        | Cegoreni            | comună                                   |                    |
| 10       | Chersac             | sat în comuna Negureni, Telenești        | Raionul Telenești  |
| 11       | Chiperceni          | comună                                   | Raionul Orhei      |
| 12       | Chiștelnița         | comună                                   | Raionul Telenești  |
| 13       | Chițcani-Noui       | sat în comuna Chițcanii Vechi, Telenești | Raionul Telenești  |
| 14       | Chițcani-Vechi      | comună                                   | Raionul Telenești  |
| 15       | Ciocâlteni          | comună                                   | Raionul Orhei      |
| 16       | Cișmea              | sat în comuna Pelivan, Orhei             | Raionul Orhei      |
| 17       | Clișova             | comună                                   | Raionul Orhei      |
| 18       | Codrul-Nou          | comună                                   | Raionul Telenești  |
| 19       | Coropceni           | comună                                   | Raionul Telenești  |
| 20       | Crăsnășeni          | comună                                   | Raionul Telenești  |
| 21       | Crihana             | comună                                   | Raionul Orhei      |
| 22       | Cucurezeni          | comună                                   | Raionul Orhei      |
| 23       | Cuizovca            | comună                                   | Raionul Rezina     |
| 24       | Curleni             | comună                                   |                    |
| 25       | Dobrușa             | sat în comuna Negureni, Telenești        | Raionul Telenești  |
| 26       | Gavrilovca          | comună                                   | Raionul Sîngerei   |
| 27       | Hermănești          | sat în comuna Suhuluceni, Telenești      | Raionul Telenești  |
| 28       | Ghiduleni           | comună                                   | Raionul Rezina     |
| 29       | Inculeț             | comună                                   | Raionul Orhei      |
| 30       | Îndărăpnici         | comună                                   |                    |
| 31       | Inești              | comună                                   | Raionul Telenești  |
| 32       | Leușeni             | comună                                   | Raionul Telenești  |
| 33       | Mălăești            | comună                                   | Raionul Orhei      |
| 34       | Mihalașa            | sat în orașul Telenești                  | Raionul Telenești  |
| 35       | Negureni-Noui       | sat în comuna Agronomovca, Ungheni       | Raionul Ungheni    |
| 36       | Negureni-Vechi      | comună                                   | Raionul Ungheni    |
| 37       | Ocnița-Răzeși       | sat în comuna Cucuruzeni, Orhei          | Raionul Orhei      |
| 38       | Ocnița-Țărani       | sat în comuna Zorile, Orhei              | Raionul Orhei      |
| 39       | Ordășei             | comună                                   | Raionul Telenești  |
| 40       | Otac                | comună                                   | Raionul Rezina     |
| 41       | Pistruieni-Noui     | sat în comuna Pistruieni, Telenești      | Raionul Telenești  |
| 42       | Pistruieni-Vechi    | comună                                   | Raionul Telenești  |
| 43       | Ratuș               | comună                                   | Raionul Telenești  |
| 44       | Sărăteni            | comună                                   | Raionul Telenești  |
| 45       | Sărăteni-Noui       | sat în comuna Ratuș, Telenești           | Raionul Telenești  |
| 46       | Sirota              | sat în comuna Crihana, Orhei             | Raionul Orhei      |
| 47       | Slobozia-Hodorogea  | sat în comuna Biești, Orhei              | Raionul Orhei      |
| 48       | Suhuluceni          | comună                                   | Raionul Telenești  |
| 49       | Târzieni            | sat în comuna Mălăiești, Orhei           | Raionul Orhei      |
| 50       | Telenești-Sat       | comună                                   |                    |
| 51       | Telenești-Târg      | comună                                   | Raionul Telenești  |
| 52       | Țânțăreni           | comună                                   | Raionul Telenești  |
| 53       | Vadu-Leca           | sat în comuna Căzănești, Telenești       | Raionul Telenești  |
| 54       | Văsieni             | comună                                   | Raionul Telenești  |
| 55       | Verejeni            | comună                                   | Raionul Telenești  |
| 56       | Voroteț             | sat în comuna Chiperceni, Orhei          | Raionul Orhei      |
| 57       | Zahaicani-Noui      | sat în comuna Ratuș, Telenești           | Raionul Telenești  |
| 58       | Zahaicani-Vechi     | at în comuna Ratuș, Telenești            | Raionul Telenești  |
| 59       | Zahoreni            | comună                                   | Raionul Orhei      |
| 60       | Zaharovca           | sat în comuna Sărătenii Vechi, Telenești | Raionul Telenești  |